# ヌスレット (機雷敷設艦)
| 竣工時の「ヌスレット」 |                                                                                             |
| 艦歴                   |                                                                                             |
| 発注                   | ゲルマニア社キール造船所                                                                    |
| 起工                   | 1911年                                                                                      |
| 進水                   | 1911年12月                                                                                  |
| 就役                   | 1913年                                                                                      |
| 退役                   |                                                                                             |
| その後                 |                                                                                             |
| 除籍                   | 1955年                                                                                      |
| 前級                   | -                                                                                           |
| 次級                   | atak                                                                                        |
| 性能諸元               |                                                                                             |
| 排水量                 | 常備：365トン 満載：-トン                                                                   |
| 全長                   | 40.2m                                                                                       |
| 全幅                   | 7.57m                                                                                       |
| 吃水                   | 3.4m                                                                                        |
| 機関                   | シュルツ式石炭専焼水管缶2基 +三段膨張式三気筒レシプロ機関2基2軸推進                         |
| 最大出力               | 竣工時：1,200hp                                                                             |
| 最大速力               | 竣工時：15.0ノット                                                                          |
| 航続距離               | 竣工時：-ノット/-海里                                                                       |
| 燃料                   | 竣工時：石炭：-トン                                                                         |
| 乗員                   | 59～68名                                                                                    |
| 兵装                   | 竣工時：4.7cm（-口径）単装速射砲2基 機雷40発 オチキス 5.7cm（40口径）単装速射砲2基 機雷60発 |

ヌスレット（Nusret または Nusrat）はトルコ海軍の機雷敷設艦で同型艦はない。本艦は1915年のガリポリの戦いの経過に大きな影響を与えた。

## 概要
本級はトルコ海軍が自国の沿岸防御のために1929年度海軍計画においてドイツのゲルマニア社キール造船所に発注・建造したクラスである。

## 艦歴

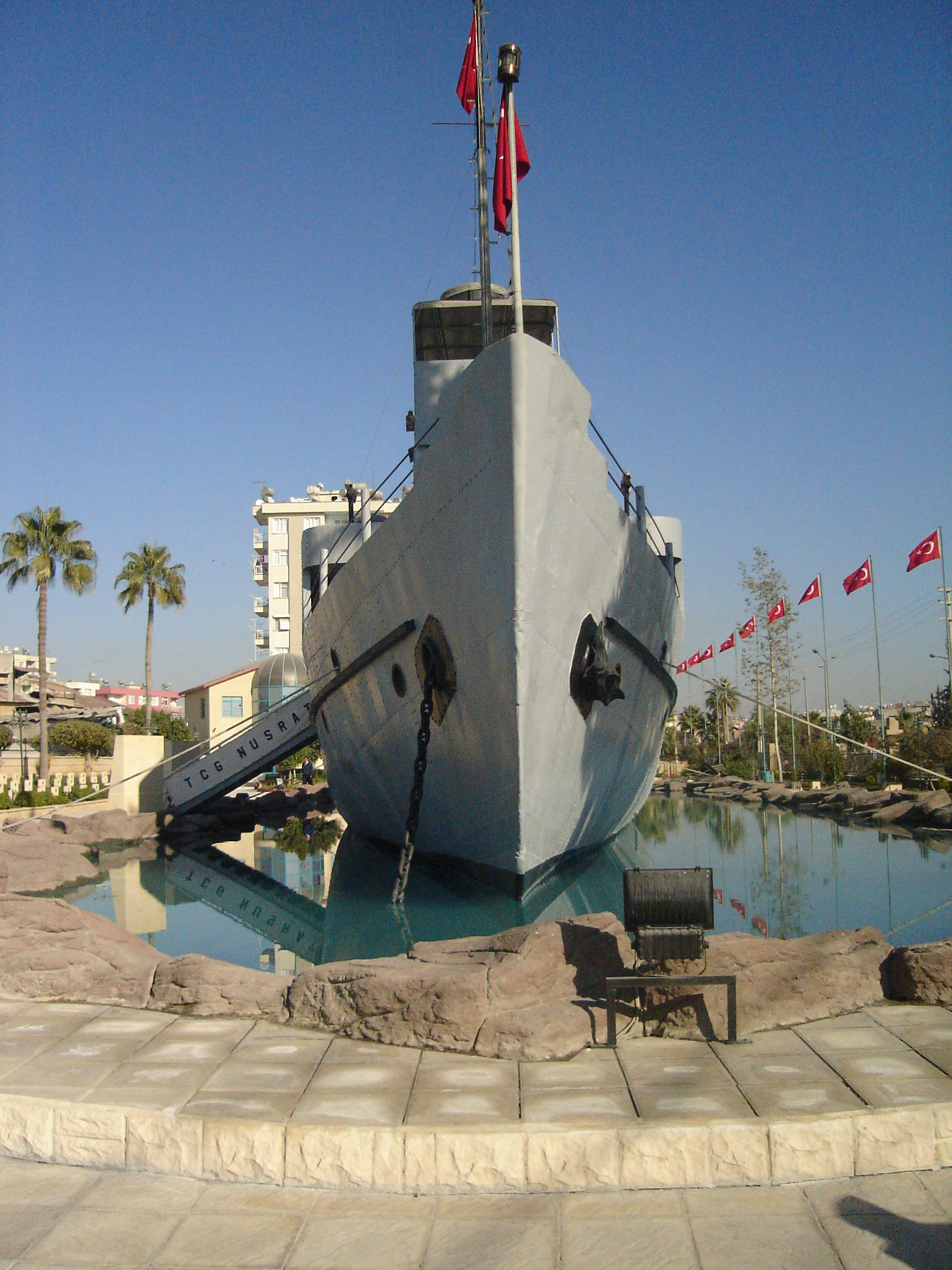
ヌスレット

1915年3月15日にヌスレットの敷設した機雷によってイギリスの前弩級戦艦イレジスティブルとオーシャン、フランスの戦艦ブーヴェが沈み、イギリスの巡洋戦艦インフレキシブルが損傷した。1918年にイスタンブール所属。1937年に潜水艦母艦「Yardin」と改名するも元名に戻される。1955年に除籍後、記念艦となる。
ヌスレットはメルスィンで記念艦として保存されている。またヌスレットと名づけられたレプリカがダーダネルス海峡沿岸のチャナッカレで第一次世界大戦時の機雷と共に展示されている。